# اوج زمین

اجلاس سران زمین یک رخدادِ مربوط به سازمان ملل است.

کنفرانس سازمان ملل دربارهٔ محیط زیست و توسعه (UNCED)، همچنین به عنوان اجلاس ریو، اوج ریو یا اجلاس سران زمین (پرتغالی: ECO-92 [ˈɛku no̞ˈvẽtɐ j ˈdojʃ]) یک کنفرانس بزرگ سازمان ملل متحد با موضوع «محیط زیست و توسعه» بوده که از ۱۳ تا ۲۴ خرداد ۱۳۷۱ (۳ تا ۱۴ ژوئن ۱۹۹۲) در شهر ریودو ژانیرو کشور برزیل برگزار شد.
۱۷۲ دولت در این کنفرانس شرکت کردند و ۱۰۸ نفر از سران دولت‌ها به این کنفرانس فرستاده شدند.

## بیانیه کنفرانس
بیانیه کنفرانس ریو پیرامون محیط زیست و توسعه که با تأکید بر بیانیه کنفرانس سازمان ملل متحد پیرامون محیط زیست انسان صادر شده،‌ به شرح ذیل است:
با تأکید بر «بیانیه کنفرانس سازمان ملل متحد پیرامون محیط‌زیست انسان»، که در تاریخ ۱۶ ژوئن در شهر استکهلم مورد تصویب قرار گرفت، با هدف ایجاد یک همکاری جدید و برابر جهانی از طریق ایجاد سطوح نوینی از تشریک مساعی میان دولت‌ها، بخش‌های کلیدی و جوامع و ملت‌ها، با تلاش جهت نیل به توافقات بین‌المللی که منافع همگان را محترم شمرده و از یکپارچگی محیط‌زیست جهان و نظام توسعه حمایت به عمل بیاورد، با آگاهی از ماهیت منسجم و بهم پیوسته کره زمین، این خانه ما، اعلام می‌دارد که:
اصل ۱) انسان، در کانون اهداف توسعه پایدار قرار دارد. انسان‌ها مستحق برخورداری از یک زندگی سالم و خلاق در هماهنگی با طبیعت می‌باشند.
اصل ۲) بنابر «منشور سازمان ملل متحد» و اصول قوانین بین‌المللی، کشورها از حق حاکمیت برای بهره‌برداری از منابع خود در راستای سیاست‌های توسعه‌ای و محیط‌زیستی خود برخوردارند، و مسئولند یقین حاصل نمایند این‌گونه فعالیت‌ها که در قلمرو یا در تحت کنترل ایشان صورت می‌گیرد، باعث صدمه به محیط‌زیست سایر کشورها یا مناطق خارج از قلمرو ملی‌شان نمی‌شود.
اصل ۳) حق توسعه باید به نحوی اعمال شود که به صورت مساوی نیازهای نسل کنونی و نسل‌های آینده را در زمینه توسعه و حفظ محیط‌زیست برآورده سازد.
اصل ۴) به منظور نیل به توسعه پایدار، حفاظت از محیط‌زیست جزو لاینفکی از فرآیند توسعه بوده و نمی‌تواند جدا از آن مدنظر قرار گیرد.
اصل ۵) کلیه دولت‌ها و مردم در رابطه با وظیفه اساسی ریشه‌کن کردن فقر به عنوان شرط اساسی توسعه پایدار، جهت کاهش تفاوت در سطح زندگی و رفع نیازهای اکثریت مردم جهان، باید با یکدیگر همکاری نمایند.
اصل ۶) نیازها و شرایط ویژه کشورهای در حال توسعه، خصوصاً کشورهای با حداقل توسعه و آن دسته از کشورهایی که از لحاظ محیط‌زیست آسیب‌پذیرتر می‌باشند، باید از اولویت خاص برخوردار گردند. اقدامات بین‌المللی در زمینه محیط‌زیست و توسعه همچنین باید پاسخگوی منافع و نیازهای اکثریت کشورهای جهان باشد.
اصل ۷) کلیه دولت‌ها باید در حفظ و نگهداری و بازیافت سلامت و انسجام اکوسیستم‌های کره زمین و با روحیه‌ای آکنده از مشارکت بین‌المللی با یکدیگر همکاری نمایند. با توجه به سهم متفاوت کشورهای جهان در تخریب محیط‌زیست، دولت‌های مختلف دارای مسئولیت مشترک، لیکن متفاوت می‌باشند. کشورهای توسعه یافته با توجه به فشارهایی که جوامع آن‌ها بر محیط‌زیست جهانی وارد نموده و نیز با توجه به تکنولوژی‌ها و منابع مالی که در اختیار دارند مسئولیت خویش را در رابطه با تلاش جهانی برای توسعه  پایدار، اذعان و تأیید می‌نمایند.
اصل ۸) جهت نیل به توسعه پایدار و کیفیت بالاتر زندگی برای همگان، دولت‌ها باید الگوهای تولید و مصرف غیرپایدار را کاهش داده و رها نمایند و سیاست‌های جمعیتی متناسب اتخاذ نمایند.
اصل ۹) دولت‌ها برای تقویت و ایجاد توانمندی‌های درمانی برای توسعه پایدار با ارتقاء دانش علمی از طریق تبادلات علمی و تکنولوژیکی و نیز از طریق ترویج، تطبیق، نشر و انتقال تکنولوژی، از جمله تکنولوژی‌های جدید و نوآور، باید با هم همکاری نمایند.
اصل ۱۰) مسائل مربوط به محیط‌زیست هنگامی به بهترین نحو حل و فصل می‌شوند که کلیه شهروندان در سطوح مناسب در آن مشارکت داشته باشند. در سطح ملی، هر فرد باید به اطلاعات مربوط به محیط‌زیست که در اختیار مقامات عمومی می‌باشد از جمله به اطلاعات مربوط به مواد و فعالیت‌های خطرآفرین موجود در جوامع خویش دسترسی داشته و امکان شرکت در فرآیند تصمیم‌گیری را داشته باشد. دولت‌ها، از طریق اشاعه عام اطلاعات مربوط به محیط‌زیست، باید در ترویج و ارتقاء آگاهی عمومی در این زمینه بکوشند. دسترسی مؤثر به مذاکرات اداری و قضایی، منجمله به تصمیمات اصلاحی متخذه، باید تأمین گردد.
اصل ۱۱) دولت‌ها باید قوانین مؤثر زیست محیطی وضع نمایند. استانداردهای مربوط به محیط‌زیست و اهداف و اولویت‌های مدیریتی باید منعکس کننده چارچوب محیط‌زیست و توسعه‌ای باشند که به آن مربوط می‌گردند. استانداردهایی که از سوی برخی از کشورها اعمال می‌گردد ممکن است برای کشورهای دیگر به ویژه کشورهای در حال توسعه نامناسب بوده و متضمن هزینه‌های اقتصادی و اجتماعی بی‌موردی برای آن‌ها باشد.
اصل ۱۲) دولت‌ها جهت ارتقاء نظام اقتصادی بین‌المللی آزاد و حمایتی که منجر به رشد اقتصادی و توسعه همه کشورها شده و به گونه‌ای کارآمدتر با تخریب محیط‌زیست مقابله کند می‌بایست با یکدیگر همکاری نمایند. سیاست‌های تجاری که در رابطه با محیط‌زیست اتخاذ می‌گردند، نباید تبدیل به ابزار عامدانه یا تبعیضی غیرقابل توجیه و محدودیت‌های پنهان در عرصه تجارت بین‌المللی شوند. از اقدامات یک طرفه در مقابله با مسائل محیط‌زیست خارج از محدوده قانونی یک کشور، باید امتناع شود. هر گونه اقدام در زمینه حفاظت از محیط‌زیست فرامرزی یا جهانی، تا حد امکان باید مبتنی بر تراضی بین‌المللی باشد.
اصل ۱۳) دولت‌ها موظفند قوانین ملی لازم را در ارتباط با مسئولیت و جبران خسارت قربانیان آلودگی و سایر صدمات وارده بر محیط‌زیست وضع کنند. همچنین دولت‌ها وظیفه دارند که در ارتباط با مسئولیت و جبران خسارت مربوط به اثرات زیانبار نابودی محیط‌زیست که ناشی از فعالیت آن‌ها در محدوده تحت حاکمیت یا کنترل‌شان بر مناطق خارج از قلمرو اختیارات قانونی‌شان باشند، با یکدیگر سریعاً و مصممانه‌تر همکاری کنند و قوانین بین‌المللی لازم را توسعه دهند.
اصل ۱۴) دولت‌ها باید به منظور جلوگیری از، و تقلیل انتقال و جابجائی مواد و اقداماتی که باعث تخریب شدید محیط‌زیست شده و یا برای بهداشت مردم زیانبار می‌باشد با کشورهای دیگر فعالانه همکاری نمایند.
اصل ۱۵) دولت‌ها برای حفاظت از محیط‌زیست، می‌بایست به‌طور گسترده و برحسب توان خویش اقدامات پیش‌گیری مبذول نمایند. در مواردی که خطر ایجاد صدمات جدی یا جبران‌ناپذیر به محیط‌زیست وجود دارد، عدم یقین کافی علمی نباید مستمسکی جهت به تعویق انداختن اقداماتی که از نظر هزینه کارآمد بوده و لازمه جلوگیری از تخریب محیط‌زیست‌اند شود.
اصل ۱۶) مقامات ملی باید با التفات به آن که اصولاً آلوده کننده باید هزینه آلودگی را تقبل نماید، و با بذل توجه به منافع عام و بدون ایجاد اختلال در تجارت و سرمایه‌گذاری بین‌المللی بکوشند هزینه و بهره‌گیری از ابزار اقتصادی در ارتباط با محیط‌زیست را بین‌المللی نمایند.
اصل ۱۷) کلیه فعالیت‌هایی که ممکن است اثرات مخرب جدی بر محیط‌زیست داشته باشند، و اجرای آن منوط به تصمیم مقامات ذی‌صلاح ملی است می‌بایست مشمول ارزیابی تأثیرات زیست‌محیطی توسط مقامات ملی گردند.
اصل ۱۸) دولت‌ها باید به فوریت دولت‌های دیگر را از وقوع هر گونه سوانح طبیعی و سایر حوادث غیرمترقبه که احتمالاً بر محیط‌زیست ایشان اثر زیانباری فوری داشته باشد، مطلع نمایند. جامعه بین‌المللی نباید از هیچ تلاشی جهت حمایت از کشوری که دچار این تأثیرات شده است دریغ ورزد.
اصل ۱۹) در رابطه با فعالیت‌هایی که ممکن است اثر سوء بر محیط‌زیست فرامرزی گذارند، دولت‌ها باید اطلاعات مربوط و به موقع را در اختیار کشورهایی که به‌طور بالقوه در معرض این خطر می‌باشند گذاشته و قبل از وقوع واقعه باید آن‌ها را مطلع نموده و با حسن نیت در همان مراحل اولیه با آن کشورها مشورت نمایند.
اصل ۲۰) زنان نقش حیاتی در زمینه مدیریت و توسعه محیط‌زیست دارند. از اینرو مشارکت کامل آنان در نیل به توسعه پایدار ضروری و اساسی است.
اصل ۲۱) خلاقیت، آرمان‌ها و شهامت جوانان باید جهت جلب مشارکت جهانی در نیل به هدف توسعه پایدار و تضمین آینده‌ای بهتر برای همگان بسیج گردد.
اصل ۲۲) افراد بومی و جوامع آن‌ها و سایر جوامع محلی به سبب دانش و آداب و رسوم سنتی خود، در مدیریت و توسعه محیط‌زیست نقشی حیاتی ایفاء می‌کنند. لذا، دولت‌ها باید از هویت، فرهنگ و منافع ایشان به‌طور شایانی حمایت کرده و راه را برای شرکت مؤثرشان در امر توسعه پایدار باز کنند.
اصل ۲۳) از محیط‌زیست و منابع طبیعی مردمی که تحت اختناق، استبداد و اشغال به سر می‌برند، باید حفاظت شود.
اصل ۲۴) جنگ ذاتاً نابود کننده توسعه پایدار است. لذا، دولت‌ها باید در زمان تضادهای مسلحانه به قوانین بین‌المللی مربوط به حفاظت از محیط‌زیست احترام گذاشته و پس از خاتمه جنگ در صورت لزوم در توسعه بیش‌تر مشارکت کنند.
اصل ۲۵) صلح، توسعه و حفاظت از محیط‌زیست وابسته به یکدیگر و غیرقابل تفکیک می‌باشند.
اصل ۲۶) کلیه اختلافات دولت‌ها در زمینه زیست محیطی باید از طرق مسالمت‌آمیز و به‌کارگیری روش‌های مطلوب و مطابق با منشور ملل متحد حل و فصل گردد.
اصل ۲۷) کلیه دولت‌ها و افراد باید با حسن نیت و روحیه‌ای آکنده از همکاری در به ثمر رساندن اصول منعکس شده در این بیانیه و در تدوین قوانین بین‌المللی در زمینه توسعه پایدار با یکدیگر تشریک مساعی بنمایند.